# Суходольное
Суходольное (до 1948 года Алач; укр.  Суходольне, крымскотат. Alaç, Алач) — исчезнувшее село в Сакском районе Республики Крым (согласно административно-территориальному делению Украины — Автономной Республики Крым), располагавшееся на востоке района, в степной части Крыма, примерно в 2 километрах севернее современного села Крайнее.

### Динамика численности населения
| - 1864 год — 91 чел. - 1889 год — 112 чел. - 1900 год — 119 чел. | - 1915 год — 21/136 чел. - 1926 год — 165 чел. |

## История
Первое документальное упоминание села встречается в Камеральном Описании Крыма… 1784 года, судя по которому, в последний период Крымского ханства Аллач входил в Каракуртский кадылык Бахчисарайского каймаканства. После присоединения Крыма к России (8) 19 апреля 1783 года, (8) 19 февраля 1784 года, именным указом Екатерины II сенату, на территории бывшего Крымского Ханства была образована Таврическая область и деревня была приписана к Евпаторийскому уезду. После Павловских реформ, с 1796 по 1802 год, входила в Акмечетский уезд Новороссийской губернии. По новому административному делению, после создания 8 (20) октября 1802 года Таврической губернии, Алач территориально находился в составе Урчукской волости Евпаторийского уезда.
В Ведомости о волостях и селениях, в Евпаторийском уезде с показанием числа дворов и душ… от 19 апреля 1806 года Алач, по невыясненной причине, не записан, а на военно-топографической карте генерал-майора Мухина 1817 года деревня Алаш обозначена с 9 дворами. Не записан Алач и в «Ведомости о казённых волостях Таврической губернии 1829 года» . На карте 1836 года в деревне 16 дворов (с припиской «ныне разорена», которая может относиться к году издания карты — 1855-му), а на карте 1842 года обозначен условным знаком «малая деревня», то есть, менее 5 дворов.
В 1860-х годах, после земской реформы Александра II, деревню приписали к Абузларской волости. В «Списке населённых мест Таврической губернии по сведениям 1864 года», составленном по результатам VIII ревизии 1864 года, Алач — владельческая татарская деревня, с 8 дворами, 91 жителем и мечетью при колодцах. По обследованиям профессора А. Н. Козловского 1867 года, вода в колодцах деревни была пресная, а их глубина достигала 15—18 саженей (30—35 м). На трехверстовой карте Шуберта 1865—1876 года в деревне Алач обозначено 9 дворов). В «Памятной книге Таврической губернии 1889 года», по результатам Х ревизии 1887 года, в деревне Алач числилось 19 дворов и 112 жителей, на верстовой карте 1890 года в деревне обозначено 17 дворов с татарским населением, но, в «…Памятной книжке Таврической губернии на 1892 год» не записан.
Земская реформа 1890-х годов в Евпаторийском уезде прошла после 1892 года, в результате Алач приписали к Камбарской волости. По «…Памятной книжке Таврической губернии на 1900 год» в деревне числилось 119 жителей в 23 дворах. По Статистическому справочнику Таврической губернии. Ч.II-я. Статистический очерк, выпуск пятый Евпаторийский уезд, 1915 год, в деревне Алач Камбарской волости Евпаторийского уезда числилось 28 дворов (7 дворов с землёй, 21 — безземельные) с татарским населением в количестве 21 человек приписных жителей и 136 — «посторонних», из которых 81 мужчина и 76 женщин. Жители владели 1190 десятинами удобной земли. В хозяйствах имелось 61 лошадь, 30 волов, 13 коров и 700 голов мелкого скота.
После установления в Крыму Советской власти, по постановлению Крымревкома от 8 января 1921 года была упразднена волостная система и село включили в состав вновь созданного Подгородне-Петровского района Симферопольского уезда, а в 1922 году уезды получили название округов. 11 октября 1923 года, согласно постановлению ВЦИК, в административное деление Крымской АССР были внесены изменения, в результате которых был ликвидирован Подгородне-Петровский район и образован Симферопольский и село включили в его состав. Согласно Списку населённых пунктов Крымской АССР по Всесоюзной переписи 17 декабря 1926 года, в селе Алач, Джума-Абламского сельсовета Симферопольского района, числилось 43 двора, из них 42 крестьянских, население составляло 165 человек, все татары, действовала татарская школа. Постановлением президиума КрымЦИК от 26 января 1935 года «Об образовании новой административной территориальной сети Крымской АССР» был создан Сакский район и село включили в его состав.
В 1944 году, после освобождения Крыма от фашистов, согласно Постановлению ГКО
№ 5859 от 11 мая 1944 года, 18 мая крымские татары были депортированы в Среднюю Азию. 12 августа 1944 года было принято постановление № ГОКО-6372с «О переселении колхозников в районы Крыма», по которому в район из Курской и Тамбовской областей РСФСР в район переселялись 8100 колхозников, а в начале 1950-х годов последовала вторая волна переселенцев из различных областей Украины. С 25 июня 1946 года Алач в составе Крымской области РСФСР. Указом Президиума Верховного Совета РСФСР от 18 мая 1948 года, Алач переименовали в Суходольное. Ликвидировано до 1954 года, поскольку в справочнике 1968 года ни среди действующих, ни среди упразднённых после 1954 года не значится.